# Гуо, Исса
Исса́ Гуо́ (фр. Issa Gouo; 9 сентября 1989, Бобо-Диуласо, Буркина-Фасо) — буркинийский футболист, защитник клуба «Рахимо» и сборной Буркина-Фасо.

## Карьера

### Клубная
Исса начал профессиональную карьеру в клубе «Фасо-Йенненга». В составе клуба из Уагадугу стал трёхкратным чемпионом Буркина-Фасо. Защитник принимал участие в играх Лиги чемпионов КАФ 2010 против тунисского «Эсперанса» и Лиги чемпионов КАФ 2011 против алжирского «Сетифа».
В начале 2013 года перешёл в «Сантос», представляющий столицу Буркина-Фасо. Заняв с новым клубом по итогам сезона 2013 года второе место в чемпионате, Гуо подписал контракт с гвинейской командой «Калум Стар». В дебютном сезоне в Гвинее Исса стал чемпионом страны.

### В сборной
В сборной Буркина-Фасо защитник дебютировал в 2011 году в товарищеской встрече со сборной ЮАР.
В декабре 2014 года Исса вошёл в окончательный состав сборной Буркина-Фасо на Кубок африканских наций 2015. На этом африканском первенстве Гуо сыграл в двух матчах сборной, которая не смогла преодолеть групповой этап турнира.
| Матчи Иссы Гуо за сборную Буркина-Фасо |                  |                                                          |                       |                  |      |                                                  |
| №                                      | Дата             | Место проведения                                         | Соперник              | Счёт             | Голы | Соревнование                                     |
| -------------------------------------- | ---------------- | -------------------------------------------------------- | --------------------- | ---------------- | ---- | ------------------------------------------------ |
| 1                                      | 10 августа 2011  | Эллис Парк, Йоханнесбург, ЮАР                            | ЮАР                   | 0:3              | —    | Товарищеский матч                                |
| 2                                      | 6 июля 2013      | Стад ду 4 Аут, Уагадугу, Буркина-Фасо                    | Нигер                 | 1:0              | —    | Чемпионат африканских наций 2014. Квалификация   |
| 3                                      | 27 июля 2013     | Стад Женераль Сейни Кунче, Ниамей, Нигер                 | Нигер                 | 0:1 (по пен 6:5) | —    | Чемпионат африканских наций 2014. Квалификация   |
| 4                                      | 17 августа 2013  | Соккер Сити, Йоханнесбург, ЮАР                           | ЮАР                   | 0:2              | —    | Товарищеский матч                                |
| 5                                      | 10 сентября 2013 | Ахмаду Белло Стэдиум, Кадуна, Нигерия                    | Нигерия               | 1:4              | —    | Товарищеский матч                                |
| 6                                      | 12 января 2014   | Атлон Стэдиум, Кейптаун, ЮАР                             | Уганда                | 1:2              | —    | Чемпионат африканских наций 2014                 |
| 7                                      | 16 января 2014   | Кейптаун, ЮАР                                            | Марокко               | 1:1              | —    | Чемпионат африканских наций 2014                 |
| 8                                      | 20 января 2014   | Атлон Стэдиум, Кейптаун, ЮАР                             | Зимбабве              | 0:1              | —    | Чемпионат африканских наций 2014                 |
| 9                                      | 21 мая 2014      | Стад ду 4 Аут, Уагадугу, Буркина-Фасо                    | Сенегал               | 1:1              | —    | Товарищеский матч                                |
| 10                                     | 6 сентября 2014  | Стад ду 4 Аут, Уагадугу, Буркина-Фасо                    | Лесото                | 2:0              | —    | Кубок африканских наций 2015 (отборочный турнир) |
| 11                                     | 13 января 2015   | Мбомбела, Нелспрейт, ЮАР                                 | Ботсвана              | 2:0              | —    | Товарищеский матч                                |
| 12                                     | 21 января 2015   | Стадион в Бата, Бата, Экваториальная Гвинея              | Экваториальная Гвинея | 0:0              | —    | Кубок африканских наций 2015                     |
| 13                                     | 25 января 2015   | Нуэво Эстадиу де Эбебьин, Эбебьин, Экваториальная Гвинея | Конго                 | 1:2              | —    | Кубок африканских наций 2015                     |

Итого: 13 матчей / 0 голов; 3 победы, 3 ничьих, 7 поражений.

## Достижения
Фасо-Йенненга
- Чемпион Буркина-Фасо (3): 2010, 2011, 2012

 Калум Стар
- Чемпион Гвинеи (1): 2014